# Модификации на Ягдпанцер 38 Хетцер
В последната година на бойните действия в Европа по време на Втората световна война германската индустрия произвежда редица модификации на самоходното противотанково оръдие Ягдпанцер 38 Хецер. Различните разновидности на машината са предназначени за изпълнение на специфични задачи на бойното поле – командване на противотанкови подразделения, извличане на повредени машини, борба с противник в градски условия, поддръжка на пехотата с тежка артилерия, разузнаване и пр. Заради поражението на Германия през май 1945 г. много от проектираните варианти остават само на хартия или като опитни образци.

## Разновидности, използвани в сражения

### Панцербефелсваген 38
Панцербефелсваген 38 (на немски: Panzerbefehlswagen 38) е командна версия на „Хецер“. Серийното ѝ производство започва през май 1944 г. Разполага с втора радиостанция, обслужвана от пълнача, и с втора антена - тип звезда. За да се освободи място за допълнителната свързочна апаратура, е намален броят на мунициите. Голяма част от командните версии не разполагат с картечница.

### Бергепанцер 38
Бергепанцер 38 (на немски: Bergepanzer 38) представлява ремонтно-евакуационна машина на базата на „Хецер“. Създадена е паралелно с унищожителя на танкове. Теглото ѝ е 14,5 т. Машината е отворена в горната част и разполага с 5-тонна лебедка и 2-тонен кран (съществува вариант с 10-тонна лебедка и укрепени греди на крана).
Машината не получава широко разпространение, тъй като може да извлича от бойното поле само леки танкове и самоходни артилерийски установки (до 18 т).

### Флампанцер 38
През декември 1944 г. двадесет машини са преоборудвани в огнеметни танкове за боеве в градски условия. Те стават известни като Флампанцер 38 (на немски: Flammpanzer 38). При тях оръдието е заменено с огнехвъргачка с пневматично действие (Flammenwerfer 41) и диаметър на пусковата тръба от 14 мм. В бойното отделение е разположен резервоар за горивната смес с обем 700 литра. Това е достатъчно за 87,5 секунди непрекъсната работа на огнехвъргачката, която е с ефективен обхват до 60 метра.
Бойното използване на тези машини е по време на Арденската офанзива на Западния фронт и Балатонската операция, в района на канал Шарвиз, Унгария, и е считано за не особено удачно.

### Хецер-Бизон
Към средата на 1944 г. фирма „БММ“ произвежда два вида шасита: за Мардер и Бизон (GW 38), и за Ягдпанцер 38. През септември 1944 г. ОКХ приема решение за поставяне на 150 мм оръдие за близка поддръжка на пехотата (sIG 33) на шасито на „Хецер“ с наименование 15 cm sIG 33/2 (Sfl) auf Jagdpanzer 38 (Hetzer-Bison). Проектът и опитният образец са завършени сравнително бързо. За основа на машината е използван Бергепанцер 38. В бойното отделение е разположено оръдието (sIG 33/2), а около него са поставени бронирани листи с дебелина между 10 и 15 мм. След изпитанията машината е причислена към щурмовите оръдия. Серийното производство е забавено по редица причини, сред които заетостта на „БММ“ и „Шкода“ по производството на унищожители на танкове и техния ремонт. В края на ноември 1944 г. производството на машината е поверено на „Алкет“, където са изработени 24 броя и са преоборудвани още седем Бергепанцер 38.

## Опитни машини и проекти

### Ауфклерунгспанцер 38
През октомври 1944 г. фирма „БММ“ получава задачата да проектира разузнавателен танк с маса до 15 тона. Трябва да е базирана на шасито на Ягдпанцер 38, въоръжена със 75-мм оръдие К51 и екипаж от трима души. Машината е с означение Aufklärungspanzer 38.
За основа на прототипа е използван Бергепанцер 38. Добавено е бойно отделение, открито в горната част. Там е разположено 75-мм оръдие К51 (Gerat 564). Полигонните изпитания, извършени през зимата и пролетта на 1945 г., преминават успешно.
Планирани са разновидности с 20-мм зенитно оръдие (Gerat 563), 20-мм танково оръдие (Gerat 585) и 120-мм миномет (Gerat 586). Според някои сведения тези прототипи са изготвени през 1945 г., но изпитания не са проведени.

### Основен танк
Друга разработка на базата на „Хецер“ е основен танк „Панцер 38 с купол на Панцер IV“ (PzKpfw 38 nA mit turm PzKpfw IV). През октомври 1943 г. фирма „Фридрих Круп“ излиза с предложение за изготвяне на танк с усилено шаси на Панцер 38(т) и оръдейна кула със 75 мм танково оръдие (KwK 40 L/43). Предложението е отклонено поради необходимостта от големи промени по шасито и изработване на нов купол. В началото на 1944 г. заедно с фирма „БММ“ е изпълнен проект по монтиране купола на Панцер IV върху шасито на вече одобрения Хецер. Двигателят се оказва с недостатъчна мощност за реализация на танка. Впоследствие конструкцията е олекотена и е премахнат един от членовете на екипажа, но въпреки това не е дадено начало на проекта.
През януари 1945 г. проектът е преразгледан, но в този случай за основа е използван Ягдпанцер 38(д). „Даймлер-Бенц“ предлагат олекотен купол Шмалтурм (Schmallturm), въоръжен с оръдие с дължина 48 калибъра, но без спирачка на дулото. И тази разработка не излиза от проектантския стадий.

### Щурмхаубице 10,5 см (StuH 42/2)
Между септември и октомври 1944 г. поради нарастваща необходимост от изцяло бронирани щурмови оръдия със среден и голям калибър „БММ“ изготвя проект за 105 мм гаубица „ЩуХ 42/2“ (StuH 42/2) на базата на Ягдпанцер 38 – Sturmhaubitze 10,5 cm StuH 42/2. Изготвен и тестван е поне един прототип, но не започва серийно производство, тъй като същевременно е взето решение за производство на Ягдпанцер 38(д) и вариант с гаубица на неговото шаси.

### Ягдпанцер 38 ланг
Есента на 1944 г. фирмите „Алкет“, „Фридрих Круп“ и „БММ“ предлагат свои варианти за замяна на основното въоръжение на „Хецер“ с по-мощно оръдие. Според историка Михаил Свирин най-интересно е предложението за реализиране на умален модел на тежкото самоходно противотанково оръдие Фердинанд, с изнесено в задната част бойно отделение. Въпреки че профилът се вдига до 2,6 м, преустройството дава големи преимущества. Предложените варианти за основно въоръжение са 75 мм оръдие на Пантера, 88 мм оръдие на Тигър или 150 мм мортира „ЩуХ 43“ (StuH 43) на Брумбер. Предвиден е дизелов двигател с въздушно охлаждане на фирма „Татра“. Проектът не е реализиран.

### Ягдпанцер 38 Щар
„Ягдпанцер 38 Щар“ (Jagdpanzer 38 Starr) представлява опростена и перспективна разработка на базата на „Хецер“. При него за намаляване стойността на оръдието са премахнати противооткатните механизми, които силно ограничават движението му. За обезпечаване на хоризонталното и вертикалното движение оръдието служи кръгъл елемент на предната броня. Новата машина е снабдена с 12-цилиндров дизелов двигател с въздушно охлаждане на фирма „Татра“. Той е с мощност 220 к.с., което позволява развиване на скорост от 42-46 км/ч, а запасът на ход нараства до 195-200 км.
Произведени са дванадесет „Ягдпанцер 38 Щар“, въоръжени с PaK 39/2. Една от машините е изпратена в „Круп“ за превъоръжаване с оръдие с дължина 60 калибъра. По някои данни няколко Ягдпанцер 38 Щар са превъоръжени с по-дългостволното KwK 42/StuK 42.
След войната документацията на „Ягдпанцер 38 Щар“ попада в Съветския съюз. Към проекта е проявен интерес и за изчистването му и изготвяне на опитен образец е събран екип от немски и съветски инженери и специалисти. Работата им продължава една година. Има сведения, че е започната работа по изготвянето на прототип. В крайна сметка проектът е спрян, тъй като 75-милиметровото оръдие вече е недостатъчно за борба с противниковите танкове, а поставянето на по-мощно оръдие е свързано с промени по корпуса и ходовата част.

### Ягдпанцер 38(д)
В началото на 1945 г. фирма „Алкет“ в сътрудничество със специалисти от „БММ“ и „Татра“ произвежда прототип на самоходно противотанково оръдие от ново поколение. В машината са реализирани удачните решения, изпробвани при Ягдпанцер 38 и Ягдпанцер 38 Щар. Дължината на шасито е увеличена до 5,27 м, а челната броня до 80 мм. Основното въоръжение на машината е PaK 42/2 (StuK 42/2) с дължина 70 калибъра. Дизеловият двигател V-103 с мощност 220 к.с. на фирма „Татра“ позволява на машината с тегло 16,5 т да развие до 45 км/ч.
Машината се оказва успешна и по отношение цена-качество. Плановете включват от юли 1945 г. да започне производство с всички налични мощности (фирми „Алкет“, „Круп“, „МИАГ“, „Нибелунгенверк“), а месечното производство да достигне 1250 броя. Шасито и силовата установка на Ягдпанцер 38(д) е разглеждана като базова за бъдещо производство на различни бойни машини, включително танкове. Планирани са следните разновидности:
1. 105 мм щурмова гаубица (Gerat 547).
2. Разузнавателен танк Ауфклерунгспанцер 38(д) с четири варианта за въоръжение.
3. Ремонтно-евакуационен танк Бергепанцер 38(д).
4. Три разновидности на оръдейни транспортьори – за 88 мм противотанково оръдие PaK 43, за 105- и 150-мм гаубица, и 128-мм оръдие.
5. 280 мм щурмова мортира (Gerat 589).
6. Гъсенична бойна машина на пехотата (тричленен екипаж и осем танкови гренадири), въоръжена с 20-мм оръдие на полусферичен купол.
7. Самоходна противовъздушна установка Кугелблиц, въоръжена с две 30-мм оръдия и две 20-мм оръдия.
8. Основен боен танк с купол на Панцер IV или олекотен купол Шмалтурм със 75-мм оръдие с дължина 48 калибъра, без дулна спирачка.

Войната приключва през май 1945 г. преди да започне производството. Завършени са само няколко образци на оръдейни транспортьори.